# Gonzaguinha
Luiz Gonzaga do Nascimento Júnior (Rio de Janeiro, 22 de setembro de 1945 – Renascença ou Marmeleiro, 29 de abril de 1991), mais conhecido como Gonzaguinha, foi um cantor e compositor brasileiro.

## Biografia
Gonzaguinha era filho registrado, mas não biológico, do cantor e compositor pernambucano Luiz Gonzaga e de Odaleia Guedes dos Santos, cantora do Dancing Brasil.
Compôs sua primeira canção "Lembranças da Primavera" aos 14 anos, e em 1961, com 16 anos, foi morar no bairro de Cocotá, na Ilha do Governador, com o pai para estudar. Mais tarde, estudou Economia na Universidade Candido Mendes.
Na casa do psiquiatra Aluízio Porto Carrero conheceu e se tornou amigo de Ivan Lins. Conheceu também a primeira mulher, Ângela, com quem teve 2 filhos: Daniel e Fernanda. Teve depois uma filha com a atriz Sandra Pêra, a atriz e cantora Amora Pêra. Foi nessa convivência na casa do psiquiatra, que fundou o Movimento Artístico Universitário (MAU), com Aldir Blanc, Ivan Lins, Marcio Proença, Paulo Emílio e César Costa Filho. Tal movimento teve importante papel na música popular do Brasil nos anos 70 e em 1971 resultou no programa na TV Globo Som Livre Exportação.

Gonzaguinha no VI Festival Internacional da Canção Popular

Caracterizado por uma postura de crítica à ditadura, foi visado pelo DOPS, assim, das 72 canções mostradas a esse órgão, 54 foram censuradas, entre as quais o primeiro sucesso, Comportamento Geral. Neste início de carreira, a apresentação agressiva e pouco agradável aos olhos dos meios de comunicação valeu-lhe o apelido de "cantor rancor", com canções ásperas, como Piada Infeliz e Erva.
Com o começo da abertura política, na segunda metade da década de 1970, começou a modificar o discurso e a compor canções de tom mais aprazível para o público da época, como: Recado, Começaria Tudo Outra Vez, Explode Coração, Espere por Mim Morena, Grito de Alerta, Sangrando, Eu Apenas Queria que Você Soubesse, Caminhos do Coração, O Que É o que É, Feliz, Mamão com Mel e Lindo Lago do Amor, também temas de reggae, como Nem o Pobre nem o Rei.
Suas composições foram gravadas por muitos intérpretes da MPB, como Gal Costa, Maria Bethânia, Zizi Possi, Simone, Alcione, Elis Regina (Redescobrir ou Ciranda de Pedra), Fagner e Joanna. Dentre estas, destaca-se Simone com os grandes sucessos de Sangrando, Mulher E Daí e Começaria Tudo Outra Vez, Da Maior Liberdade, É, Petúnia Resedá.
Em 1975, dispensou os empresários e tornou-se um artista independente, o que o fez fundar em 1986 o selo Moleque, pelo qual chegou a gravar dois trabalhos.
Nos últimos doze anos de vida, Gonzaguinha viveu em Belo Horizonte com a segunda mulher Louise Margarete Martins (Lelete) e a filha deles, a caçula Mariana.

## Discografia

### Álbuns de estúdio
| Ano  | Álbum                                    | Gravadora         |
| ---- | ---------------------------------------- | ----------------- |
| 1973 | Luiz Gonzaga Jr.                         | EMI/Odeon         |
| 1974 | Luiz Gonzaga Jr.                         | EMI/Odeon         |
| 1975 | Plano de Vôo                             | EMI/Odeon         |
| 1976 | Começaria Tudo Outra Vez                 | EMI/Odeon         |
| 1977 | Moleque Gonzaguinha                      | EMI/Odeon         |
| 1978 | Recado                                   | EMI/Odeon         |
| 1979 | Gonzaguinha da Vida                      | EMI/Odeon         |
| 1980 | De Volta ao Começo                       | EMI/Odeon         |
| 1981 | Coisa Mais Maior de Grande - Pessoa      | EMI/Odeon         |
| 1982 | Caminhos do Coração                      | EMI               |
| 1983 | Alô, alô Brasil                          | EMI/Odeon         |
| 1984 | Grávido                                  | EMI/Odeon         |
| 1985 | Olho de Lince (Trabalho de Parto)        | EMI/Odeon         |
| 1988 | Corações Marginais                       | Moleque/WEA       |
| 1990 | Luizinho de Gonzagão Gonzaga Gonzaguinha | Moleque/WEA       |
| 1990 | É                                        | Capitol-EMI Music |
| 2001 | Luiz Gonzaga Jr.                         | Universal Music   |

### Álbuns ao vivo
| Ano  | Álbum                         | Outros artistas | Gravadora                |
| ---- | ----------------------------- | --------------- | ------------------------ |
| 1978 | Marlene E Gonzaguinha Ao Vivo | Marlene         | Discobertas/Disco Voador |
| 1981 | A Vida do Viajante            | Luiz Gonzaga    | EMI/Odeon                |
| 1987 | Geral                         |                 | EMI/Odeon                |
| 1993 | Cavaleiro Solitário           |                 | Som Livre                |

### Coletâneas
| Ano  | Álbum                              | Outros artistas | Gravadora  |
| ---- | ---------------------------------- | --------------- | ---------- |
| 1991 | Gonzagão & Gonzaguinha-Juntos      | Luiz Gonzaga    | BMG/Ariola |
| 1994 | A viagem de Gonzagão e Gonzaguinha | Luiz Gonzaga    | EMI/Odeon  |
| 1994 | O Talento de Gonzaguinha           |                 | EMI/Odeon  |
| 2004 | Perfil                             |                 | Som Livre  |

### Tributo
| Ano  | Álbum           | Gravadora  |
| ---- | --------------- | ---------- |
| 2001 | Simples Saudade | BMG Brasil |
| 2015 | Presente        | Universal  |

## Controvérsia sobre sua filiação a Luiz Gonzaga
Embora seja oficialmente reconhecido como filho de Luiz Gonzaga, o próprio Gonzaga durante a sua vida fez declarações dúbias sobre a paternidade de Gonzaguinha. Numa das fitas, diz-lhe: “Deus escreve certo por linhas tortas. Veja você: seu sangue não corre nas minhas veias. Você tem essas coisas todas, as pessoas chegadas a mim, porque você é meu filho. Acho que a pessoa que mais gosta de mim é você.” Na mesma fita, Gonzaguinha encara a questão: “Não tenho o menor temor de ser ou não ser filho de Luiz Gonzaga. Se você falar que meu pai é outro, não vai bulir com meus sentimentos, não estou preocupado com isso.”
Gonzaga descobriu-se estéril quando se casou com a segunda mulher, Helena das Neves Cavalcanti, em 1948. Gonzaguinha tinha 3 anos.

## Morte
Gonzaguinha morreu aos 45 anos em 29 de abril de 1991, vítima de um acidente automobilístico. Ao regressar de uma apresentação em Pato Branco, no Paraná, por uma rodovia no sudoeste daquele estado, colidiu seu Monza contra uma camionete Ford F-4000. O acidente ocorreu por volta de 7h20 da manhã entre as cidades de Renascença e Marmeleiro. Gonzaguinha estava se dirigindo para Foz do Iguaçu, de onde seguiria de avião para Florianópolis, onde tinha um show agendado. No carro estavam também seu empresário e o dono de uma empresa de produções artísticas, que ficaram gravemente feridos.

## Homenagens
Em 2017, Gonzaguinha foi tema do carnaval da Estácio de Sá, no Rio de Janeiro, com o enredo É! O Moleque desceu o São Carlos, pegou um sonho e partiu com a Estácio!. A Estácio era a escola de coração do cantor, nascido no Morro de São Carlos, no bairro do Estácio, no Rio de Janeiro.
A escola de samba Império Serrano escolheu como enredo para seu desfile no Grupo Especial em 2019, o sucesso de Gonzaguinha O Que É, o Que É?, usando a canção também como o samba-enredo, num recurso inédito no carnaval carioca.